# 1077
1077 (MLXXVII) je bilo navadno leto, ki se je po julijanskem koledarju začelo na nedeljo.

## Dogodki

### Slovenija
- 12. avgust - Umrlega oglejskega patriarha Sigeharda nasledi Henrik iz Biburga. 1084 ↔
- Po smrti Markvarta IV. Eppensteinskega, mejnega grofa Kranjske in vojvode Koroške, dobijo  akvilejski patriarhi od cesarja Henrika IV. v fevd mejno grofijo Kranjsko skupaj z grofijo Furlanijo. Vojvodino Koroško nasledi Markvartov sin Liutold Eppensteinski, ki dobi še Veronsko marko.

### Investiturni boj
- Dogodki se po prihodu v Italijo niso odvilijali po načrtih rimsko-nemškega cesarja Henrika IV.:
- januar - Henrik IV. prispe v Lombardijo.  Papež Gregor VII. se prav tako nahaja v bližini v Emilijo-Romanji, kjer izpolnjuje fevdalne obveznosti. S pomočjo markize Matilda Toskanska  se umakne na njeno trdnjavo Canossa, kjer sta varna pred Henrikom. Ta je primoran zaradi skoraj nične podpore med italijanskimi fevdalci in ljudstvom vojaški pohod preobraziti v spokorniški pohod.↓
- 25. januar → Henrik IV. odet v raševino, bosonog in s skromnim spremstvom prispe pred vrata gradu Canossa, vendar mu  papež Gregor VII. zavrne vstop. Pred gradom čaka tri dni.↓
- 28. januar → Papež Gregor VII. in Matilda Toskanska končno spustita cesarja v grad, papež mu prekliče izobčenje in izvrši mašni obred z evharistijo. ↓
- februar → Po tem spokorniškem romanju v Canosso se Henrik IV. hitro vrne v Nemčijo, kjer nadaljuje s spletkami proti papežu. Papež Gregor VII. in vojvodinja Matilda  še nekaj mesecev po cesarjevem odhodu bivata na gradu Canossa, čeprav za to ni bilo nobene politične potrebe ali zunanje vojaške nevarnosti.↓
- 15. marec → Ob prisotnosti papeških legatov in večine visokega (knežjega) nemškega plemstva je v Forcheimu za novega nemškega kralja (in posledično rimsko-nemškega cesarja) izvoljen švabski vojvoda Rudolf Rheinfeldški, prvi protikralj v zgodovini cesarstva.↓
- 25. maja → Kronanje Rudolf Rheinfeldškega v Mainzu na Saškem za novega nemškega kralja. Prebivalci Mainza se spontano uprejo tudi novemu kralju Rudolfu in ga preženejo iz mesta.↓
- 7. avgusta → Bitka pri Mellrichstadtu: neodločen izid med spopadom dveh kraljev istega kraljestva, Henrika IV. in Rudolfa Rheinfeldeškega. Zadeve ostanejo neodločene skozi vse leto. 
  - Salzburški nadškof Gebhard dokonča z gradnjo utrnjenega gradu Hohensalzburg, da bi se zavaroval pred cesarjevo vojsko. V naslednjih letih obe stranki v investiturnem sporu iščeta sredstva in zaveznike. 1080 ↔

### Viljem Osvajalec
- Ker je angleški kralj Viljem tudi nosilec oblasti v Normandiji kot Viljem II. Normandijski, se njegov najstarejši sin Robert Curthose čuti prikrajšanega za svoj delež oblasti, zato skuje prvo zaroto proti očetu. Mlajša brata Viljem Ruf in Henrik si privoščita starejšega Roberta v neokusni šali, v kateri ga polijeta s scalnino iz nočne posode.↓
- → Robert pobesni in nazadnje ga njegov oče kralj Viljem ukaže aretirati, toda Robert skupaj s podporniki, brezdelnimi sinovi normanskih plemičev, pobegne, sprva k stricu Robertu I. v Flandrijo.↓
- → Spotoma, med umikom proti Flandriji Robert Curthose pustoši po Normandiji in zbira sredstva ter privržence nezadovoljne z Viljemovo vladavino. 1078 ↔
- Dokončana je Tapiserija iz Bayeuxa, 70 metrov dolga in pol metra široka vezenina, na kateri je s tkanjem ilustrirana zgodba o bitki pri Hastingsu (1066) in zmagi Viljema Osvajalca. Kljub temu, da je bila pozabljena skozi nemirna obdobja srednjega veka in ponovno odkrita šele leta 1729, je izjemno dobro ohranjena.

### Ostalo
- Začetek upora bizantinskih generalov Nikeforja Brijenija in Nikeforja Botanijata proti cesarju Mihaelu VII. Parapinaku, ki sta zaradi kapitulantske mirovne pogodbe s Seldžuki in razvrednotenja denarja neodvisno drug od drugega zahtevala odstop cesarja.
- Ogrska: po smrti kralja Géze I. postane nov kralj njegov mlajši brat Ladislav I.
- Ustanovitev črnogorske kraljevine Duklje. S papeževo privolitvijo postane kralj Mihajlo Vojislavljević.
- Holmgang, vikinški sodni dvoboj z orožjem, ki je bil v Angliji in v vikinških skandinavskih deželah pod vplivom krščanstva prepovedan, je v Angliji ponovno institucionaliziran kot oblika reševanja sporov.
- Kijevska Rusija: umrlega velikega kneza Svjatoslava II. zamenja brat Vsevolod I.. Vsevolod je bolj literaren vladar kot vojak, zato pusti proste roke svojemu sinu Vladimirju Monomahu.
- Papež Gregor VII. prepusti oblast nad Korziko pisanskim cerkvenim oblastem.
- Rekonkvista: kralj Sančo Aragonski ob pomoči burgundskega vojvode Huga I. napade zaragoškega emirja Ahmada al-Muktadirja. Odščipne mu manjši kos ozemlja, drugače pa brez večjih posledic za muslimansko Zaragozo.
- Seldžuki pod vodstvom Sulejmana bin Kutalmiša, daljnega bratranca seldžuškega sultana Malik Šaha I. zavzamejo Nikejo. Zaradi bližine s Konstantinoplom postane mesto prestolnica novo nastalega seldžuškega sultanata Rum, ki ni priznaval vrhovne nadoblasti sultana Seldžukov Malik Šaha, kar pomeni začetek razpada obsežnega seldžuškega imperija na manjše enote. Razlog za odcepitev je, da so mnoga osvajanja, vključno z osvojitvijo Anatolije, potekala mimo organizacije centralne oblasti sultanata in bolj glede na tradicionalno plemensko strukturo.↓
- → Začetek seldžuške Horezmijske dinastije v Perziji. Začetnik je seldžuški governer Horezma Anuštegin Garčaj.
- Perzijski učenjak Omar Hajam konča svoj drugi matematični traktat Komentarji o nekaterih problemih k Evklidovemu delu (Komentarji na dela v uvodih Evklidovih knjig, Pogovor o težavah pri Evklidu). V tem delu obravnava domneve ostrih in topih kotov namesto pravih kotov, kateri ustrezajo 5. Evklidovemu izreku o vzporednicah.

## Rojstva
- Abdul Kadir Džilani, perzijski sunitski sufi, ustanovitelj reda kadiritov († 1166)
- Ibn Tumart, ustanovitelj mahdijskega gibanja Almohadov († 1130)

## Smrti
- 15. april - Geza I., madžarski kralj (* 1044)
- 12. avgust - Sigehard, oglejski patriarh
- 14. oktober - Andronik Dukas, bizantinski general
- 14. december -  Neža Poitierska, rimsko-nemška cesarica in regentka (* 1025)
- Shao Yong, kitajski filozof (* 1011)
- Zhang Zai, kitajski filozof (* 1020)